# Vanua Lava
Vanua Lava è un'isola del gruppo delle Banks, a Vanuatu; dopo Gaua, di dimensioni leggermente superiori, è la seconda isola più grande del gruppo. Si trova circa 120 km a nord/nord-est di Espiritu Santo e a nord di Gaua.

## Storia
Vanua Lava venne avvistata per la prima volta dagli europei durante la spedizione spagnola di Pedro Fernández de Quirós, tra il 25 e il 29 aprile 1606, e battezzata Portal de Belén («presepe» in spagnolo).
Tuttavia, venne esplorata per la prima volta dal vescovo neozelandese George Selwyn solamente nel 1859. I depositi di zolfo del monte Suretimiat furono successivamente sfruttati da una compagnia francese; attualmente, la principale fonte di esportazione è la copra.

## Geografia

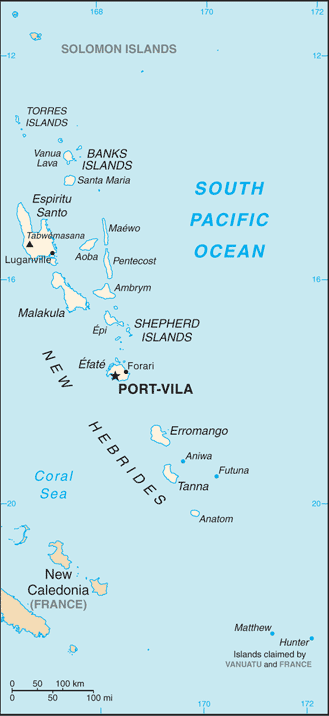
Posizione delle isole Banks nel nord delle Vanuatu.

L'isola misura circa 25 km da nord a sud e 20 km da est a ovest e ricopre una superficie di 314 km².
Il punto più alto dell'isola, il monte Suretimiat (921 m), è un vulcano attivo, la cui ultima grande eruzione risale al 1965. L'isola presenta due porti naturali, Port Patteson a est e Vureas Bay a sud-ovest. A est dell'isola si trovano le isolette di Kwakéa e Ravenga. Sul lato occidentale si trova Waterfall Bay, dove le spettacolari Sasara Falls scendono a precipizio sulla scogliera direttamente nella baia.
La capitale della provincia di Torba, Sola, sorge sul lato orientale dell'isola, sul Port Patteson.

## Popolazione e lingua
Nel 2009 la popolazione di Vanua Lava comprendeva 2 623 abitanti.
A Vanua Lava vengono parlate quattro distinte lingue indigene: il vurës, parlato da circa 2 000 persone, il vera'a, da 500, e due lingue prossime alla scomparsa, il mwesen, parlato da sole 10 persone, e il lemerig, da appena 2. A queste quattro lingue locali si possono aggiungere quelle parlate dalle comunità di migranti: il mwotlap sulla costa nord-orientale e il mota parlato da alcune famiglie nell'est dell'isola. Il bislama è la lingua che è possibile udire più spesso a Sola, la capitale amministrativa, dove si incontrano popolazioni di lingue differenti.
Probabilmente, nel passato, a Vanua Lava si parlavano anche altre lingue, alcune delle quali scomparse già dalla metà del XIX secolo.

## Comunicazioni
A Vanua Lava c'è un aeroporto (codice IATA SLH), dove atterra tre volte alla settimana un aereo della Air Vanuatu. Nonostante la presenza di una strada, sull'isola vi sono pochi veicoli.